# アキナ牛シュタイン
アキナ牛シュタイン（アキナギュウシュタイン）は、吉本興業所属のお笑いコンビ3組からなるユニットであり、彼らの新ネタ&新企画ライブ名。略称『アギシュ』。

## メンバー
- アキナ（秋山賢太、山名文和）
- 和牛（水田信二、川西賢志郎）
- アインシュタイン（河井ゆずる、稲田直樹）

## 概要
- 2011年4月 5upよしもとに出演していた『ソーセージ』『和牛』『アインシュタイン』の3組が、メインで活躍していた同期(かまいたち、天竺鼠、藤崎マーケットら)に並ぶことを目標に、合同ライブをスタートさせた[1]。

- 2011年5月から具体的に、毎月必ず新ネタ&新企画を行おうというコンセプトで、定期ライブがスタートする。2012年7月にソーセージが活動停止したためユニットも活動休止。
- 2012年10月、ソーセージの山名と秋山でお笑いコンビ『アキナ』が結成された[2]ことに伴い、2012年11月『アキナ牛シュタイン』として再スタートをきった。
- 2013年から、各コンビが賞レースでファイナリストに選ばれユニットの知名度もあがるが、まだ毎回満席とはならない状態であり、本人らが手売りしていた。
- 2016年4月よりレギュラー番組『バツウケテイナー』がサンテレビでスタートし、劇場に来た人しか観ることのできなかった3組のユニットの雰囲気や各々の人柄の良さが関西で知られることとなり、6月にはライブの総動員数が１万人を超えた[3]。アキナがM-1グランプリ、キングオブコントファイナリスト、アインシュタインが第一回上方漫才協会大賞受賞、和牛がM-1グランプリ準優勝と各コンビが結果を出し、アキナ牛シュタインも全国に知られることとなった。この頃より、ライブチケットの入手が困難となりはじめる。年末には、大阪・Zepp Nambaにて「アキナ・和牛・アインシュタインのカウントダウンライブ in Zepp Namba ～アキナ牛シュタイン初の年越しだよっ！～」を開催した[4]。
- 2017年2月、『アキナ牛シュタイン』の公式ホームページがスタート。
同年3月には海外に進出し韓国で公演を行い[5]、4月より東京・ルミネtheよしもとでも定期的に開催が決定するなど一気に活動範囲を拡大。それと同時に、関西の一部でしか見ることのできなかった『バツウケテイナー』が大阪チャンネルにて配信スタート。9月、ユニットでの冠番組『バツウケテイナー』DVDが発売。
- 2018年1月30日を以って、約6年続けていた1ヶ月に1度の定期ライブ形式を終了。今後は不定期開催となった。
- 2019年6月に『アキナ・和牛・アインシュタインのしゃっふるゆるゆる旅 のはずが… ～時間制限アリ！編～』のDVDが発売[6]され、記念イベントも開催[7]。
- 2020年10月14日17時にアキナ牛シュタインのメンバー全員のTwitter、Instagramより11月5日TOKYODOME CITY HALLでライブ開催決定のツイートがなされニュースとなり[8]、チケットも完売。このライブはオンライン配信も行われたが、のちに約14,000人が視聴するためチケットを購入した事実がマヂカルラブリーのオールナイトニッポン内で明らかとなる[9]。
- 2020年12月2日に「アキナ・和牛・アインシュタインのバツウケテイナー」のDVDが発売[10]。
- 2021年11月12日に大阪なんばグランド花月でライブが行われた[11]。

## エピソード
- ユニットライブの発起人でありリーダーは河井と言われている。「もう１組で番組を作る時代ではないと感じ、3組で最終的にテレビ番組ができたらという想いで」と後に語った。河井は3組で番組を持ったり年越しライブを実現していく度に一番気合が入っていたという。
- さらに発起人をたきつけたのが、稲田ともいわれている。
- 同期のかまいたち・天竺鼠・藤崎マーケットに追いつくだけではなく、5upが満席になるようなイベントがしたいと思って始めた[12]。
- 新ネタを各2本ずつ披露したあと最後にコーナーを行い、次回に向けての罰ゲームを決めるというフォーマットで開催され、観客も楽しめる構成になっていた。
- どんなに忙しくてもフォーマットは変えず、常に新ネタ2本を披露することは、3組とも不定期開催直前まで守り切った。
- THE MANZAI2014決勝にアキナと和牛が決まったという報告は3組の合同ライブの楽屋内で行われ、唯一選ばれなかったアインシュタインがその様子を見て悔しさをあらわにしていた。
- 芸歴順では秋山が一番先輩であり、一番後輩は稲田である。
- 年齢順では水田・山名・河井が同じ歳で一番年上であり、一番年下が稲田である。
- 芸歴も年齢も年下な稲田は「イベント旅行で鍵の管理を任される」など下っ端の動きを任されることもあった。
- 6人の関係性は悪くなく、お互いを補完しながらユニットが成り立っている。
- 性格が細かい水田を5人は認識しており喧嘩をしないように気をつけているが、稲田が年下がゆえに一番はっきりものを言っている。
- 山名と河井はコンビを解散した関係だが、違和感なく連携をとっている。
- ユニットの打ち合わせに一番遅刻をしてくるのが、水田。
- チケットの手売りをしていたころ、河井・川西・秋山にはファンの列が長く並んでいたが、水田・山名・稲田にはさほど並ぶことはなかった。その差のエピソードが手売りをすることがない現在にも出てくる。
- ユニットのファンも多く、アキナ牛シュタインの3組が出ていた番組「バツウケテイナー」の放送局が全国に増えた理由は問合せが多かったからだといわれている。

## ライブ
2014年
- 7月30日 - 「アキナ牛シュタイン　〜浴衣で祇園～」（よしもと祇園花月/京都）- 京都初公演
- 8月9日 - 「アキナ牛シュタイン in 新宿」（シアターブラッツ/東京）- 東京初上陸
- 11月25日 - 「アキナ牛シュタインin梅田」（HEP HALL/大阪）
- 12月24日- 「アキナ牛シュタイン in NGK」（なんばグランド花月/大阪）- NGK初公演

2015年
- 2月24日 - 「アキナ牛シュタイン～新ネタの1時間～」（HEP HALL/大阪）
- 2月24日 -「アキナ牛シュタインの挑戦～30minutes LIVE～」（HEP HALL/大阪）
- 3月31日 - 「アキナ牛シュタイン～新ネタの1時間～」（HEP HALL/大阪）
- 3月31日 -「アキナ牛シュタインの挑戦～30minutes LIVE～」（HEP HALL/大阪）
- 12月31日 - 「同期ライブ＆アキナ牛シュタイン!!最初で最後のカウントダウンLIVE2015!!～絶対お餅ろいよ!!～」（オリックス劇場/大阪）

2016年
- 3月25日 -劇場1周年感謝企画「アキナ牛シュタイン」（よしもと沖縄花月/沖縄） -沖縄初上陸
- 9月14日 -「アキナ牛シュタイン in メルパルク大阪」（メルパルク大阪/大阪） - 観客動員数1万人達成
- 12月31日 - 「アキナ・和牛・アインシュタインのカウントダウンライブ in Zepp Namba ～アキナ牛シュタイン初の年越しだよっ！～」（Zepp Namba/大阪）- 初単独カウントダウンライブ

2017年
- 3月5日 - 「アキナ牛 シュタイン～3組のネタとアキナ考案のコーナー～」（よしもと沖縄花月/沖縄）
- 3月21日-23日　「アキナ・和牛・アインシュタイン海外初公演in韓国前夜祭＆夕食会・わいわいソウル市内散策 海外初公演！アキナ牛シュタインライブ鑑賞」（ヒョンビン小劇場/韓国）-海外初公演
- 4月4日 - 「アキナ牛シュタイン in 東京」（ルミネtheよしもと/東京）-東京定期開催決定
- 5月30日 - 「アキナ牛シュタイン in 大阪」（よしもと漫才劇場/大阪）
- 6月22日 - 「アキナ牛シュタイン in 東京」（ルミネtheよしもと/東京）
- 7月17日 - 「アキナ牛シュタイン in 福岡」（イズムホール/福岡）-福岡初上陸
- 8月31日 - 「アキナ牛シュタイン in 東京」（ルミネtheよしもと/東京）-初の高額転売対策済公演
- 9月24日 - 「常滑お笑いEXPO2017 in 知多半島 アキナ牛シュタイン」（中部国際空港セントレアホール/愛知）- 愛知初上陸

## テレビ
- アキナ・和牛・アインシュタインのバツウケテイナー（サンテレビ）（2016年4月 - 2020年3月）
- 「笑いの鉄拳！稲P塾」（読売テレビ）（2016年3月4日）
- オールザッツ漫才2018 - 2021 （毎日放送）（2018年・2019年・2020年12月30日・2021年12月29日）※3組によるMCとして構成

## イベント
- 【バレンタイン特別企画・アキナ牛シュタインツアー第2弾！！】アキナ牛シュタインと行く若狭でカニの大宴会とTHE 舶来寄席 2015 winter鑑賞ツアー （2015年2月14日）
- アキナ・和牛・アインシュタインと行く！みんなでカレー作り対決!!＆神戸ハーバーランド散策 （2015年9月22日）
- 沖縄 現地集合!! みんな沖縄に集まれ～♪アキナ・和牛・アインシュタインと行く沖縄バスツアー＆アキナ牛シュタインライブ鑑賞～ライブの後はみんなで大宴会～ （2016年3月）
- アキナ・和牛・アインシュタイン海外初公演in韓国前夜祭＆夕食会・わいわいソウル市内散策 海外初公演！アキナ牛シュタインライブ鑑賞 （2017年3月）